# Умэсаки, Цукаса
Цукаса Умэсаки (яп. 梅崎 司 Умэсаки Цукаса, род. 23 февраля 1987, Исахая, Нагасаки) — японский футболист, полузащитник клуба «Сёнан Бельмаре». Выступал за сборную Японии.

## Карьера
На протяжении своей футбольной карьеры выступал за клубы «Оита Тринита», «Гренобль», «Урава Ред Даймондс».

## Национальная сборная
В 2006 году сыграл за национальную сборную Японии 1 матч. Также участвовал в Чемпионате мира среди молодёжных команд 2007 года.

## Статистика за сборную
| Сборная Японии | Сборная Японии | Сборная Японии |
| Год            | Матчи          | Голы           |
| -------------- | -------------- | -------------- |
| 2006           | 1              | 0              |
| Итого          | 1              | 0              |